# Amata kenredi
Amata kenredi là một loài bướm đêm thuộc phân họ Arctiinae, họ Erebidae.